# 利亚戈斯特拉
利亚戈斯特拉，是西班牙加泰罗尼亚赫罗纳省的一个市镇。总面积76平方公里，总人口8200人（2013年），人口密度107人/平方公里。